# NGC 958
NGC 958 је спирална галаксија у сазвежђу Кит која се налази на NGC листи објеката дубоког неба.
Деклинација објекта је - 2° 56' 27" а ректасцензија 2h 30m 42,5s. Привидна величина (магнитуда) објекта NGC 958 износи 12,2 а фотографска магнитуда 12,9. NGC 958 је још познат и под ознакама MCG -1-7-19, IRAS 02281-0309, PGC 9560.